# Imionisko
Imionisko – rodzaj pseudonimu, przezwiska lub przydomku tworzony zwykle od nazwy zalety lub wady, zwyczaju, czy cechy wyglądu, popularny wśród polskiej szlachty.
Dawniej szlachta dobrzyńska nadawała swoim dzieciom wyłącznie imiona patronów ziemi, z której przybyła. Większość więc młodych kobiet to ówcześnie Katarzyny lub Maryny, zaś przedstawiciele płci męskiej najczęściej nazywani byli Bartłomiejami lub Maćkami. By odróżnić ich od siebie nadawano im imionisko. 
Imionisk użył również Adam Mickiewicz, tworząc postaci epopei „Pan Tadeusz”. Na przykład patriarchę rodu, starego Maćka Dobrzyńskiego, zwano Kurkiem na kościele, Zabokiem, Królikiem, Maćkiem nad Maćkami. Większość męskich przydomków Dobrzyńskich łączyła się z ich ulubionym narzędziem i sposobem walki. Czułe imiona nadawane broni stały się zastępczymi imionami bohaterów nie tylko wśród szlachty dobrzyńskiej. Dlatego stary Maciek łączony jest z Rózeczką, a Rębajło Gerwazy – ze Scyzorykiem. 